# Persécution des chrétiens dans le Nouveau Testament
 (mars 2025).
La Persécution des chrétiens dans le Nouveau Testament est une section importante du récit du Christianisme primitif, décrivant la persécution de l'Église primitive en raison de leurs croyances hétérodoxes par un ordre établi juif en Judée. Le Nouveau Testament, tout particulièrement l'Évangile selon Jean, a traditionnellement été interprété comme relatant les récits chrétiens du rejet de Jésus par les Pharisiens ainsi que les accusations de la responsabilité des Pharisiens pour sa crucifixion. Les Actes des Apôtres représentent les exemples de la persécutions des premiers chrétiens par le Sanhédrin, l'assemblée législative religieuse juive.
L'historien Walter Laqueur déclare que l'hostilité entre les chrétiens et les juifs se développa au fil du temps. Au IVe siècle, saint Jean Chrysostome déclara que seuls les Pharisiens furent responsables de la mort du Christ. Cependant, selon Walter Laqueur : « L'absolution de Ponce Pilate a pu avoir été mis en relation avec les activités missionnaires des premiers chrétiens à Rome ainsi que le désir de ne pas contrarier ceux qui souhaitaient se convertir. »

## Descriptions dans Luc-Actes
Luc-Actes comprend de nombreuses références à la persécutions des chrétiens, principalement réalisée par les juifs ainsi que les autorités romaines. Comme l'historiographie, le consensus des spécialistes révèle que Luc-Actes présente une image biaisée des difficultés auxquelles les premiers chrétiens firent face. Tandis que des preuves des incidents isolés furent découvertes, il n'existe aucune preuve historique de la persécution systématique des premiers chrétiens, réalisée soit par les juifs, soit par les romains, la période où a probablement été rédigé Luc-Actes,,,. La supposée fiabilité historique des Actes des Apôtres, en revanche, n’a pas empêché les chercheurs de se demander à quoi sert la persécution dans le récit et ce que la présentation de la persécution dans Luc-Actes suggère concernant les motivations de l’auteur. De possibles explications concernant la raison de la persécution dans Luc-Actes comprirent : décrire les chrétiens comme n'étant pas une menace pour les romains en contrastant le mouvement avec une communauté juive perturbatrice ; élaborer une polémique afin de remettre en cause les critiques du christianisme ; et fournir l'encouragement dans l'adversité,,. 

### Évangile selon Luc
L'Évangile selon Luc comprend quelques exemples explicites de la persécution des chrétiens. Plusieurs passages font référence aux difficultés futures auxquelles feront face les disciples de Jésus ainsi que Jérusalem, qui, selon les spécialistes, préfigurent les difficultés auxquelles sont attendus les chrétiens dans les Actes. Par exemple, tandis que Matthieu (13:53-58) et Marc (6:1-6) ont des versions du rejet de Jésus dans sa propre patrie, Luc (4:14-30) consacre davantage de temps à l'épisode que les autres évangiles. Stephen Wilson suggère qu'il donnerait un aperçu de la persécution prochaine par les juifs ainsi que le rejet de la mission juive concernant une mission non juive dans les Actes (13:46). Dans Luc, Jésus parle d' "hommes [qui] vous haïssent" et "rejettent votre nom comme méprisable, à cause du Fils de l’Homme." et compare la souffrance de ses disciples à celle des anciens prophètes. Jésus déclare ensuite "Ne craignez pas ceux qui tuent le corps, et après cela ne peuvent rien faire de plus." 
La grande exception à ces références moins directes à la persécution concerne la Passion du Christ. Le chef des prêtres juifs et des scribes prévoit de tuer Jésus, de l'arrêter, de l'interroger devant le Sanhédrin et de l'emmener au préfet romain Ponce Pilate. Jésus est interrogé par Ponce Pilate, "Hérode" (on pense qu'il s'agit d'Agrippa Ier), le condamne à mort, le crucifie, le tue et l'enterre. La représentation de Ponce Pilate par Luc est imaginé par les spécialistes comme étant la clé permettant de comprendre l'auteur de l'opinion de Luc-Actes concernant l'empire romain.

### Actes des Apôtres
Les Actes des Apôtres, relatant l'histoire du christianisme primitif, comprend une multitude d'épisodes de persécution. La majorité de ces conflits se déroule entre chrétiens et juifs, bien qu'il existe des exemples de persécution réalisée par les non juifs. Tandis que Kelhoffer et Wilson déclarèrent qu'il existe un modèle déterminé de persécution menée par les juifs dans Luc-Actes, il existe également un doute important concernant dans quelle mesure la description des relations judéo-chrétiennes faite dans Luc-Actes est historiquement exacte et dans quelle mesure cette polémique était censée être prise au sérieux (qu'elle soit dirigée vers des groupes juifs spécifiques ou vers les « Juifs » dans leur ensemble),. 
Le Droit romain se trouve lourdement dans les derniers chapitres où Paul de Tarse est amené au procès devant de nombreux officiels. Paul est jugé par la procédure de cognitio extra ordinem, au sein duquel le magistrat romain participe à chaque partie du procès, du rassemblement des preuves, de l'inquisition au jugement. Un système similaire peut être observé dans la lettre de Pline le Jeune. 
- Pierre et Jean sont arrêtés par les Sadducéens, interrogés par le Sanhédrin, et flagellés
- Étienne est arrêté par "le peuple, les anciens et les scribes", interrogé devant le Sanhédrin, et lapidé à mort, déclenchant une "violente persécution contre l’Église de Jérusalem"
- Saül emprisonne de nombreux chrétiens
- Les juifs décident d'assassiner Paul
- Le roi Hérode (dont on pense qu'il s'agit d'Agrippa Ier) exécute Jacques et emprisonne Pierre
- Paul et Barnabé sont chassés hors d'Antioche
- Les juifs et les non juifs essaient en vain de lapider Paul et Barnabé
- Les juifs lapident Paul
- Paul et Silas sont flagellés et emprisonnés par les non juifs à Philippes
- Paul est chassé des villes successives par les juifs
- Paul est forcé de comparaître devant le proconsul romain Gallion en Achaïe, qui rejeta l'affaire comme litige interne
- Les fidèles du Temple d'Artémis à Éphèse se soulevèrent contre Paul et ses compagnons, mais ne subirent aucune blessure
- Lors de son dernier voyage à Rome, Paul est emmené par les juifs à Jérusalem afin d'être tué, or, il est sauvé par les soldats romains l'emprisonnant. Il témoigne devant le Sanhédrin et le gouverneur Antonius Felix à Césarée, avant de se faire appeler citoyen romain, dans le but que cette affaire soit entendue par l'empereur.

### Opinions des juifs et des romains
Bien que des preuves aient été présentées pour étayer le point de vue positif de Luc-Actes concernant l'empire romain et son adversaire, les spécialistes ont tendance à voir Luc-Actes comme pro-romain et à l'analyser comme s'il avait été rédigé avec un public romain (non seulement) en tête,,. Des thèmes Lucaniens plus vastes, tel que la Grande mission, recherchant à évangéliser au-delà de la diaspora juive, soutient cette interprétation.
Même si les spécialistes mettent en évidence des passages favorables aux Juifs, il existe un grand accord concernant de fortes tendances antisémites au sein de Luc-Actes,. En raison de ces passages ayant été employés à travers l'histoire afin de justifier l'antisémitisme, des spécialistes comme Luke T. Johnson essayèrent de nuancer le portrait des juifs à la fois en présentant une dichotomie moins homogène des 'chrétiens' contre les 'juifs' et en contextualisant les polémiques au sein de la rhétorique du débat philosophique contemporain, montrant la manières dont les écoles de pensée rivales insultèrent et calomnièrent systématiquement leur opposants. 
Ces attaques furent conventionnelles et stéréotypées, élaborées dans le but de définir l'ennemi au sein des débats, or, ne furent pas utilisées avec l'espoir que leurs insultes ainsi que leurs accusations seraient prises au pied de la lettre, comme elles le seront des siècles plus tard,. De plus, Luc-Actes a certainement un profond respect pour ces textes, en les référençant à plusieurs reprises en relation avec Jésus, jetant le doute sur les interprétations que Luc-Actes tente de dissocier complètement d'elles-mêmes de son héritage juif. 

### Interprétations
Si Luc-Actes n'est pas une liste correcte de chaque persécution chrétienne du Ier siècle, les chercheurs ont proposé une variété de cadres interprétatifs afin de comprendre ce qui motiva l'auteur des livres ainsi que la manière dont l'auteur utilise la persécution dans le but d'affirmer leurs déclarations. Ces interprétations comprennent : 

#### Contraste entre les chrétiens et les juifs
Stephen G. Wilson affirma que Luc-Actes a été rédigé afin de décrire le christianisme en tant que forme plus pacifique du judaïsme au public (en partie) romain des livres. Il désigna la profonde révérence et la confiance de Luc-Actes envers les Écritures juives dans le but de rendre Jésus légitime ainsi que la mission de l'église en tant que preuve pour le lien continu de l'auteur avec l'héritage juif, bien que l'auteur voit comme objectif futur du christianisme l'évangélisation des non juifs. Wilson déclare que dans les Actes, les juifs sont représentés comme provoquant des troubles, et ce, à plusieurs reprises, tant envers les chrétiens qu'envers les autorités romaines, et les chrétiens accusés sont retrouvés innocents, à plusieurs reprises, par les autorités romaines, souvent en montrant la manière dont ils défendaient les lois romaines et juives et étaient, par conséquent, moralement supérieurs à leurs accusateurs.

#### Arme rhétorique contre la critique
Kelhoffer passe une partie de son ouvrage Persecution, Persuasion and Power  déclarant que la persécution dans Luc-Actes est employée par l'auteur dans le but d'accomplir trois objectifs : 
- remettre en question la légitimité des accusateurs
- confirmer la légitimité de l'accusé fidèle
- tirer une légitimité pour le public non juif de l'auteur qui pourrait souffrir de sa propre persécution

Par exemple, dans l'histoire du martyre d'Étienne, Étienne compare ses accusateurs aux individus ayant persécuté Moïse, et sa mort coïncide avec celle de Jésus.

#### Encouragement
Robert Maddox interprète les expériences de Paul dans Luc-Actes comme exemple modèle pour son public, non seulement en tant que fervent croyant, mais également en tant qu'homme souffrant systématiquement de la persécution. De plus, dans le chapitre VI de Luc, Jésus parle de la difficulté future auquel il sera confronté, ainsi que ses disciples. Abordant un thème qui sera ultérieurement exploré plus en détail par Étienne lors de son discours final dans les Actes, Jésus ainsi que ses disciples sont comparés aux prophètes juifs, ayant été rejetés par les Israélites bien qu'ayant été envoyés par Dieu. Par conséquent, le fait de suivre Jésus est synonyme d'une grande souffrance. Par sa crucifixion, Jésus devient l'exemple le plus important et le plus puissant de la souffrance à laquelle chaque chrétien doit se préparer ; ceux qui seront récompensés à juste titre. 

## Ailleurs dans le Nouveau Testament

### Évangile selon Marc
L'Évangile selon Marc fut probablement écrit après le Siège de Jérusalem (70) et comprend de nombreuses références à la persécution des chrétiens. Il existe une grande quantité d'arguments au sein de la communauté érudite concernant la personne ou le peuple auquel il est adressé. Lorsque l'on constate la persécution dans le récit, il devrait être rappelé que les provinces furent largement autonomes et que les gouverneurs détenaient le contrôle légal sous cognitio extra ordinem, ce qui signifie que tandis qu'il n'y avait aucune persécution à l'échelle de l'empire lorsque l'Évangile selon Marc fut rédigé, il est possible que les chrétiens furent exécutés dans de provinces variées. Il est également important de réaliser qu'il y avait probablement une persécution des chrétiens, tout particulièrement les juifs chrétiens par les juifs puisqu'ils étaient perçus comme troublant la paix, ce qui pouvait mener à un châtiment effectué par les romains.

### Galates
Dans son Épître aux Galates, Paul indique à de nombreuses reprises que les juifs persécutèrent les chrétiens, commençant par son aveu de sa propre persécution des chrétiens précédant sa conversion et termine par sa suggestion qu'il est actuellement persécuté parce qu'il ne prêche plus la circoncision. Il peut s'agir d'une preuve d'une telle persécution, comme Paul confesse avoir été responsable serait ridicule s'il n'y avait aucune persécution généralisée des chrétiens réalisée par les juifs. Peu de personnes cherchant à convertir des personnes à leur cause le feraient en avouant faussement un crime. 

### 2 Corinthiens
Dans sa Deuxième épître aux Corinthiens, Paul affirme qu'il fut persécuté par les juifs en de nombreuses occasions :
« Ils sont ministres du Christ ? Eh bien – je vais dire une folie – moi, je le suis davantage : dans les fatigues, bien plus ; dans les prisons, bien plus ; sous les coups, largement plus ; en danger de mort, très souvent.
Cinq fois, j’ai reçu des Juifs les trente-neuf coups de fouet ;
trois fois, j’ai subi la bastonnade ; une fois, j’ai été lapidé ; trois fois, j’ai fait naufrage et je suis resté vingt-quatre heures perdu en pleine mer.
Souvent à pied sur les routes, avec les dangers des fleuves, les dangers des bandits, les dangers venant de mes frères de race, les dangers venant des païens, les dangers de la ville, les dangers du désert, les dangers de la mer, les dangers des faux frères. »

### Apocalypse
Leonard L. Thompson déclare que le Livre de l'Apocalypse fut rédigé pendant le règne de Domitien. Du milieu jusqu'à la fin du Ier siècle, des persécutions importantes furent menées à bien à travers l'empire romain, bien qu'elles furent sporadiques. La plupart de celles-ci furent déclarées par des gouverneurs locaux, censées garder leurs cités pacate atque quita ("paisible et tranquille"). Sous la pression des citoyens demandant à se débarrasser des chrétiens devenant de plus en plus forte, qu'ils ne pouvaient ignorer ni contrôler, ils furent forcés de céder. 
L'auteur, Jean, se trouva "dans l’île de Patmos à cause de la parole de Dieu et du témoignage de Jésus", et là fut rédigé le Livre de l'Apocalypse. La plupart de ses messages furent adressés aux Sept Églises d'Asie, Jean fait référence au passé ainsi qu'à l'avenir de la persécution, du jugement et de la mort, et fait appel à leur persévérance ainsi que leur foi.
Dans sa lettre aux Ephésiens, il écrit : 
« Je connais tes actions, ta peine, ta persévérance, je sais que tu ne peux supporter les malfaisants ; tu as mis à l’épreuve ceux qui se disent apôtres et ne le sont pas ; tu as découvert qu’ils étaient menteurs.
Tu ne manques pas de persévérance, et tu as tant supporté pour mon nom, sans ménager ta peine. »
Et à Pergame :
« Je sais où tu habites : c’est là que Satan a son trône ; mais tu tiens ferme à mon nom, et tu n’as pas renié ma foi, même dans les jours où Antipas, mon témoin fidèle, a été mis à mort chez vous, là où Satan habite. »
Il existe également des passages où Jean fait références aux martyrs. De nombreux chrétiens furent torturés et tués en raison de leurs croyances, et, de son point de vue, "Ils crièrent d’une voix forte : « Jusqu'à quand, Maître saint et vrai, resteras-tu sans juger, sans venger notre sang sur les habitants de la terre ? » Jean illustre l'empire romain - appelé "la grande Babylone prostituée" - comme "ivre du sang des saints et du sang des témoins de Jésus." Le Livre de l'Apocalypse évolue avec la colère divine déversée sur la Terre en tant que châtiment pour les souffrances des chrétiens fidèles. Il termine par la Chute de Babylone ainsi que la victoire du Christ sur Satan, après quoi il y aura "un ciel nouveau et une terre nouvelle".